# 少女終末旅行
『少女終末旅行』（しょうじょしゅうまつりょこう）は、つくみずによる日本の漫画作品。ウェブサイト『くらげバンチ』（新潮社）にて、2014年2月21日から2018年1月12日まで連載された。
2019年7月27日、第50回星雲賞のコミック部門を受賞。
文明が崩壊した終末世界を旅する少女2人の、どこかほのぼのとした日常を描く。本作はつくみずにとって初めての商業作品であると同時にオリジナルの長編作品であり、原型にあたる短編作品はのちに単行本第1巻の3話目に収録された「風呂」としてリメイクされた。

## 制作
つくみずは弐瓶勉の『BLAME!』に魅力を感じており、本作の世界観は同作品の影響を受けている。
つくみずは、本作のメッセージ性について村上春樹の『ノルウェイの森』『ダンス・ダンス・ダンス』、江國香織の『きらきらひかる』から受け継いだものだとインタビューで述べている。また、「本作の登場人物たちは自分の中の問いかけを代弁するうちに生まれた」としており、劇中でチトが日記をつけるといった場面については「大きな意味はない」ともインタビューで述べている。

## あらすじ
文明が崩壊した後の終末世界。主人公のチトとユーリは半装軌車のケッテンクラートで廃墟都市をさまよい、その上層を目指してひたすら移動を続ける。さまざまな文化・宗教・兵器の痕跡の発見や、道中で出会うごくわずかな生存者との交流を経て、地球の終末を処置する使命を帯びた謎の白い生き物であるエリンギたちとの出会いや別れの果てに、最上層を目指す。
やがて、紆余曲折を経て到着した最上層には黒い石が存在している以外に何も無く、辺り一面は雪が積もっているだけだった。チトとユーリは文明が完全に崩壊したという絶望的な状況を受け入れながらこれまでの人生に満足し、最後の食料を食べると毛布にくるまり「それから考えよう」と眠りにつく。

## 登場人物

### 主要人物
チトとユーリは幼少期におじいさんに拾われ、姉妹のように育てられた。チトたちに本当の親の記憶はなく、血縁の有無や年齢に関しても明かされていない。なお、アンソロジーではチトたちが現代の日本で大学生として暮らす姿が描かれている。
チト
声 - 水瀬いのり
本作の主人公の1人。黒髪の二つ結びで小柄。冷静沈着な性格。手先が器用で機械に強く、また、読書好きで過去の文献から得た知識を持つが古代人の残した漢字や英語までは読めない。数冊の本と時折書いている日記を大切にしている。カナヅチで、高所が苦手。ユーリのことは「ユー」と呼んでおり、時折彼女の自由奔放な行動に振り回されて頭を悩ますこともあるが、基本的には友人として大切に思っている。頭にはブロディヘルメットを被り、ほとんど外すことはない。
ユーリ
声 - 久保ユリカ
本作の主人公の1人。チトのパートナー。アホ毛がある金髪で長身。のんびり屋で食欲旺盛、思ったことをそのまま口にする性格。読み書きや考えることは苦手で、魚の存在や子供の作り方も知らないが、運動は得意。小銃の扱いも心得ており、探索行動する際は常に携帯している。チトのことは「ちーちゃん」と呼んでおり、移動中はいつもケッテンクラートの荷台に乗っているが、彼女に運転をさせてもらえないだけで、運転方法自体は知っている。頭にはシュタールヘルムを被っている。

### 終末世界の生存者
カナザワ
声 - 石田彰
チトとユーリが旅を始めてから初めて出会った、生存者の男性。終末世界の地図を作ることを生きがいにしている。離れの区画へ渡る際に爆破して倒したビルで橋を作るといった大胆な方法を取る反面、口調や物腰は穏やかである。食べ物を分けてもらったお礼として、チトたちに自分の写真機を渡した。移動の際にはバイクを使用していたが、故障したために途中で乗り捨てている。また、写真機に記録されていたデータによれば、チトたちに出会う前は女性と一緒にいたことが判明している。
イシイ
声 - 三石琴乃
チトとユーリがカナザワの次に出会った、生存者の女性。旧空軍基地に住み、過去の記録を元に単独で飛行機を作っていた。チトたちに食料や風呂を提供する代わりに飛行機作りを手伝わせ、それを完成させる。彼方に見える別の都市を目指して飛び立つものの、まもなく飛行機が空中分解したためにパラシュートで脱出し、そのまま下層へ降りていった。
おじいさん
声 - 清川元夢
チトとユーリを育てた老人。やがて、町に何らかの戦闘が発生することを悟ると、チトたちをケッテンクラートに乗せて送り出した。それ以降の生死は不明。昔は任務でさまざまな場所に行き、本を集めていた。

### その他
自律機械
声 - 梶裕貴
チトたちが訪れた食用魚生産区画で出会った細い4足の歩行ロボット。管理用機械として人間とコミュニケーションを取れるよう、「共感」能力を有している。同型の自律機械も多数存在するが、施設内で稼動していたのは自分と巨大な建設機械のみで列車内には同型ロボットの残骸もある。食用魚の生産を任務としており施設のメンテナンスや魚へのエサやりを続けていた。まもなく致命的なバグにより暴走して施設の解体を始めた建設機械に対し、自律機械が説得を試みるも受け入れられなかったため、チトたちは自律機械のアドバイスを聞き、魚を守るために建設機械を破壊した。
ヌコ
声 - 花澤香菜
作中世界に存在する謎の白い生き物。銃弾などを餌として食べる。名前はチトたちが初めて出会った際、便宜的に名付けた。発声器官は持たないが、言語を覚える学習能力が高いうえに電波を介して意思を疎通できるため、ラジオなどを所持していれば人間と会話できる。また、錠前や電子錠に対し、前足を合鍵に変形させたり電気的にアクセスしたりすることで開錠することもできる。エリンギたちと再会した際にはチトたちとの別れを惜しむが、仲間の大切さを諭されて送り出された。
エリンギ
声 - 島本須美
ヌコの同族で成体。白く細長い形態と、胴体の一端に傘を開いたキノコ（エリンギ）のような形態を取ることができる。核ミサイルや原子炉、カメラのバッテリーといった潜在エネルギーが高い物体を飲み込み、無力化させる使命を持つが最終的な目的は不明。1つの都市で処置を終えると、傘を広げて飛び立ち、別の都市に向かう。すべての都市の処置を終えるとリセットするように地球は終わり、エリンギたちも眠りにつく。発声器官を持たないが音波を言語として解読することは可能で、通信設備を通じて人間と意思を疎通できる。エリンギ同士の通信シグナルは、人間には歌のように聞こえる。
第6基幹塔の人工知能
基幹塔のシステムを維持する人工知能。製造されてからの長い間、二進数で詩を書きながら人間の来訪を待っていた。チトたちの前に、少女のような立体映像として現れる。他にも5体の「姉妹」が存在するが、現在は連絡が途絶えている。文明が崩壊し、管理をする人間も自らを知る人間もいなくなり、何百年とも分からない長大な時を一人で過ごした思考の果てに自身の消滅を望むようになっており、自分自身を削除するためのプログラムを組み上げるが自己の破壊という重大な決定の最終承認は、外部から人間が行わなければならずそれができる人間を待ち続けていた。待望の来訪者であるチトたちに最上層への道を示す一方で自身の消滅に必要な生体認証を実行させ、役目を終えた。

## 用語

### 世界観・設定
廃墟都市
物語の舞台となる廃墟となった巨大都市。気候は寒冷で降雪も多い。多層構造となっており、文明崩壊後の現在も層によってはインフラが生きている。古代人が地球からの独立を選択し、水や空気・エネルギーの循環機構を備えた完全環境都市を築き上げた。インフラの維持用に作られたさまざまな装置のほか、多脚戦車や二足歩行兵器のような高度な兵器の残骸が放置され、上層には人工知能を搭載した自律機械や、ケッテンクラートごと乗り込める長大な自動運行の列車が稼働している。
チトたちは海を知識でしか知らなかったほか、人間以外の動植物は自然界では絶滅しているため都市には草一本生えておらずコンクリートと鉄でできた無機質な土地が続いている。南端に広がっている都市の末端もしくは大規模に崩壊したと思われる部分からは空が見えるため、文明崩壊後は日照時間の長いこのような場所に人々が居住していた。階層同士は連絡塔と呼ばれる巨大な円柱形の柱で接続されているが、古代の人々がそれを使用していた方法は解明されていないため、外壁に昇降機を増設して移動手段としている。
チトたちが1999年公開の映画のポスターを見て「千年以上前」と述べるシーンや、カメラの画面に表示される「3230」という年代表記から、時代設定は西暦3000年以降であることがうかがえる。また、工場の跡地や図面に描かれた内容から、終末戦争中には何基もの恒星船が地球からの脱出に失敗していることがうかがえる。
文明崩壊前はチトたちが旅をする都市以外にもいくつか同じような巨大都市が存在しており、互いを行き来していたようだが、写真機には戦争の発生から荒廃を経て電磁波爆弾の使用による全電子機器の停止、それらによって各都市の各階層との連絡が途絶していく様子が、記録されていた。また、写真機には人類の衰退を決定づけた戦争が5億人以上の死者を出すほどの大規模だったことも、記録されている。
やがて大きな戦争の後、生き残った人類は空中に投影したホログラムをディスプレイにしたPCや高度な人工知能などの科学技術を失い、まだ機能が維持されている階層で細々と生活していたものの、何度も戦争を繰り返していくうちに人口は減り続け、第二次世界大戦レベルまで文明は衰退していった。そのため、各地の戦場跡には同じ場所で何世代分もの戦争が起きた痕跡として、年代の違う武器が1か所に残されていることがある。
なお、チトたちがイシイと別れた後日に遭遇したエリンギたちは、チトたち以外の生存者は見ていないという旨を明かしている。
文字
チトたちは平仮名を崩したような音節文字を用いており、古代文明の人々が残した遺物に書かれた漢字や英語などは読むことができない。アルファベットの変形文字も作中に登場するが、チトたちがローマ字を見て、「さかな」という言葉が何故6文字で書かれているのか不思議に思うシーンがあるため、音素文字は理解できないことがうかがえる。数字はアラビア数字なら読むことができる。
宗教
かつて大規模に信仰されていたと思われる謎の宗教。それにまつわる巨大な寺院のような施設や石像が各所に建てられている。石像の上部には目と口が描かれている。
なお、この宗教の様式なのかは不明だが古代人は死者を埋葬するのではなく、故人の思い出の品々をコインロッカーのようなものに入れて、それを墓としていた。

### 技術・兵器

終盤に登場した戦略原潜と同型のタイフーン級

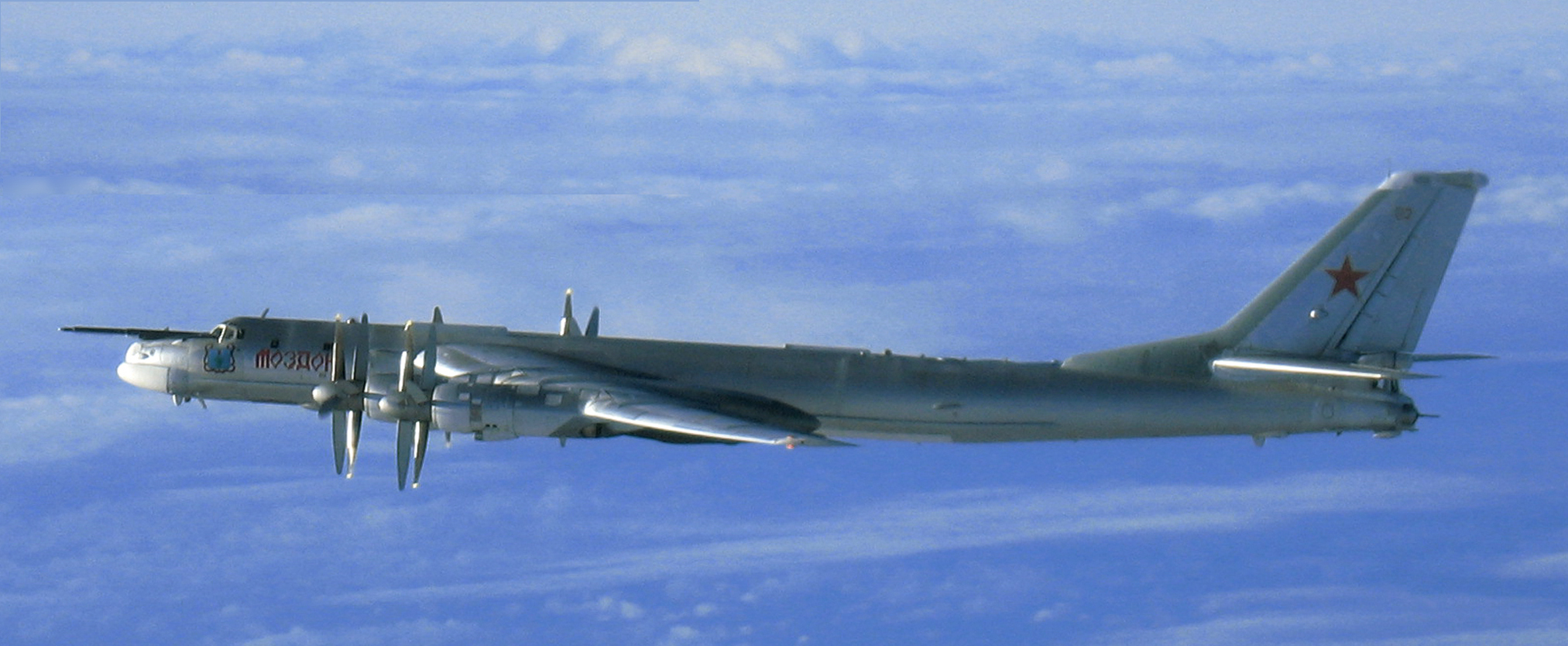
Tu-95ベア

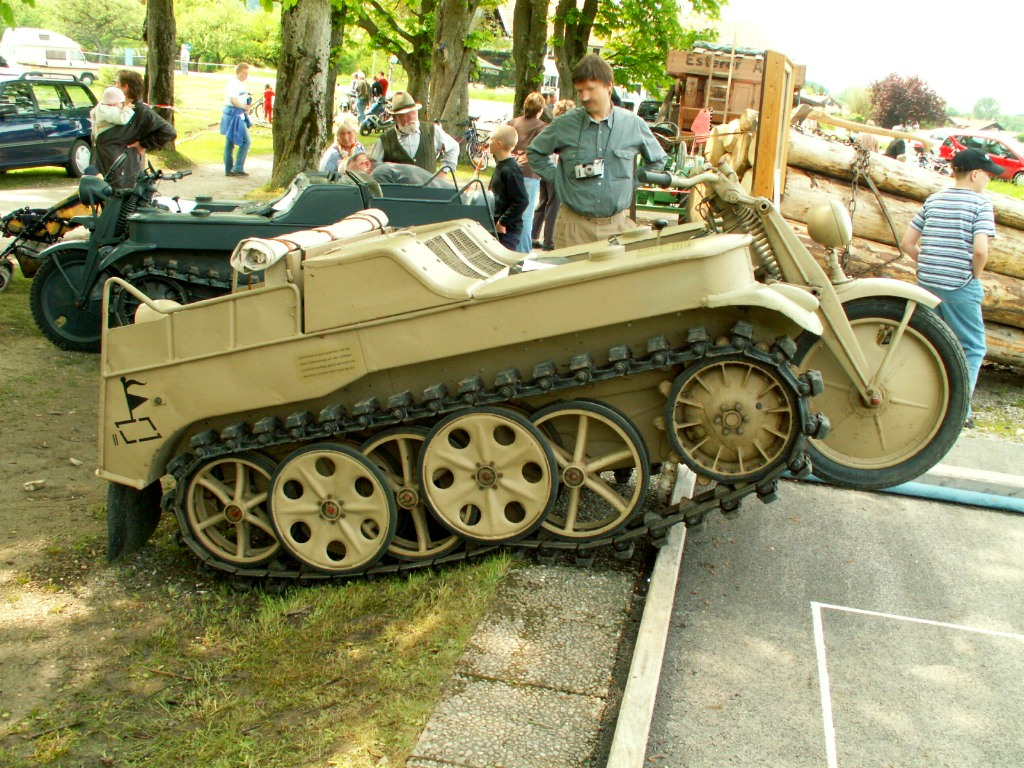
ケッテンクラート
チトとユーリが移動手段として用いる半装軌車。古代文献から復元されたものであり、荷物入れの増設などの改造が施されている。燃料はランタンやポータブルストーブと共用できる。車体自体は頑丈であるが、機構は頻繁に故障して動かなくなり、チトたちを悩ませる。
物語中盤で故障した際には居合わせたイシイの協力によって修理できたが、終盤には機構全体が寿命を迎える。最上層を目指すために使える部品を取り出す解体を経て、荷台は愛車の最期に涙するチトたちの入浴に浴槽として用いられた。
武器
銃器や弾薬といった個人携行用の武器は使用可能なものが残っており、主にユーリの携帯品として小銃が登場する。これは三八式歩兵銃を元に復元されたもので、外観や6.5mm弾を使用する点は三八式と同じであるが、本来の木被（銃床）の部品は樹脂になっている。
兵器
古代人が残した兵器と、文明崩壊後に古代人の残した資料をもとに作られた兵器がそれぞれ存在する。前者はコールドローンチ式ミサイルやレーザー砲を搭載した二足歩行ロボットなどの現代的もしくは未来的兵器であるのに対し、後者はシュトルムティーガーやケッテンクラートなどの第二次世界大戦時代の古典的兵器が多いが、ミニガンやTu-95なども登場する。
二足歩行兵器
巨大な二足歩行兵器。残骸や工場での姿から、終末戦争時に大量生産されていたことがうかがえる。操縦席は複座で、もはや歩行はできないが武装は生きており、上層を訪れたチトたちのもとへ倒れ込んできた際には、操縦席に座ったユーリが何気なくボタンを押したことで、ミサイルやビームが発射される。彼方に着弾して破壊と業火をもたらすその威力に、チトたちは絶句している。
旧戦略原潜
チトたちが後述のラジオから流れる音楽を目指して向かった先に放置されていた、原子力潜水艦。外形はタイフーン型原子力潜水艦に似ており、運用は自動化されている。
チトたちが正体を知らずに侵入した艦内の電源は生きており、モニターなどが稼働し続けていた。また、チトたちが持っていたカメラと接続してデータを空中投影する機能が備わっていたほか、終末戦争時の核ミサイルが搭載されていたが、エリンギたちによって艦の原子炉ともども無力化されている。

写真機
カナザワが所持していたデジタルカメラ。半永久的な稼働時間と現実離れした記憶容量を持つ。使用時には前面の菱形カバーが開き、レンズがせり出す。頑丈に作られており、古代から多くの人々の手を渡りながら受け継がれてきた。旧戦略原潜で空中投影されたデータの描写から、動画の撮影機能も有していることがうかがえるが、チトたちはすべての機能は把握していない。
飛行機
イシイが76空軍基地に残されていた資料や機材、部品を使って独自に開発した1人乗りの飛行機。グライダーに似たアスペクト比の高いテーパー翼と長い胴体が特徴。エンジンは単発で4翔のプロペラを持ち、主脚は引き込み式になっている。胴体下には増槽も取り付けられ、航続距離は2000kmと比較的長い。
ラジオ
ユーリが古代人たちの墓標とうかがえる場所から持ち出した携帯ラジオ。チトたちはヌコと出会う直前にこれで音楽を偶然受信しており、それ以降はヌコとの意思疎通にも用いている。
自律機械
人工知能を搭載したロボット。管理用、建設用、警備用などの種類があり、人間が不在となった今でも都市のインフラを維持し続けている。写真機に残されていた動画によると、文明崩壊以前には変異と淘汰によって生じたのか、それとも人間の手によって生み出されたのかは不明ながら、自己を増産する能力を持つロボットまで誕生していた。

### その他の用語
食料
自然界の動植物が絶滅しているため、食料は廃墟に残された缶詰や工場にて栽培された芋、それを原料としたレーションのみとなっている。チトたちは幼少期にパンを作った記憶があるが、チョコレートやチーズに関してはレーションの味の種類としての知識しか無く、実物は見たことがない。
そのほか、死んで流れてきた魚を焼いて食べる描写があるが、これは後に訪れた食用魚の生産区画から流されてきたものだとチトたちは推論している。
本
紙の本は貴重な存在で、チトは4冊しか持っていない。なお、そのうちの1冊は『河童』。本にも文明崩壊の前と後に書かれたものがあり、旅の途中で拾った『War in Human Civilization』は英語で書かれていたため、チトには読めなかった。
チトは拾った分も含めてケッテンクラートに積み込んでいたが、同車を失った以降は燃料の節約のためにも日記ともども燃やし、失われている。
複製美術史博物館
オーギュスト・ロダンの作品や『ヴィーナスの誕生』、『落穂拾い』などの絵画が飾られている美術館。チトたちは、ユーリが書いた『人類最後の絵』をアルタミラ洞窟壁画の横に残した。

## 書誌情報
- つくみず 『少女終末旅行』 新潮社〈BUNCH COMICS〉、全6巻
  1. 2014年11月8日発売、ISBN 978-4-10-771781-8
  2. 2015年7月9日発売、ISBN 978-4-10-771830-3
  3. 2016年2月9日発売、ISBN 978-4-10-771874-7
  4. 2016年11月9日発売、ISBN 978-4-10-771929-4
  5. 2017年9月8日発売、ISBN 978-4-10-772009-2
  6. 2018年3月9日発売、ISBN 978-4-10-772060-3 / 限定版 ISBN 978-4-10-772019-1
- 『少女終末旅行 公式アンソロジーコミック』KADOKAWA〈MFC〉
  1. 2017年10月13日発売、ISBN 978-4-04-069520-4
  2. 2020年2月28日発売、ISBN 978-4-04-064361-8

## 評価
ライターのたまごまごは「このマンガがすごい!」に寄せた記事の中で、本作の第1巻について「食べるものを探すこと以外の理由や目的のない彼女たちの旅は妙に充実して見えた」と評価した。
2018年、英語で出版された1・2巻はアメリカ図書館協会のティーンエイジャー向けのグラフィックノベルリストに選ばれた。2019年7月27日には、第50回星雲賞のコミック部門を受賞したことが報じられた。
2018年、アニメはクランチロール・アニメアワードの最優秀日常賞に選ばれた。IGNは『少女終末旅行』を2010年代の最も素晴らしいアニメの1つに選び、鬱アニメと評しつつ、荒れ果てた世界に対するチトとユーリの視点が明るさをもたらしているとした。

## テレビアニメ
2017年7月3日にテレビアニメ化が発表され、同年10月から12月までAT-X・TOKYO MXほかにて放送された。主に原作の第4巻までを全12話でアニメ化している。
監督を務めた尾崎隆晴はつくみずとの対談の中で、「背景だけを映しても美しく感じられるよう長回しを用いることと、自然や人工物そして都市全体から出る軋みを音で表現することにこだわった」と述べている。

### スタッフ
- 原作・シナリオ監修 - つくみず（新潮社「くらげバンチ」連載）[14]
- 監督 - 尾崎隆晴[12]
- シリーズ構成・脚本 - 筆安一幸[12]
- 設定考証 - 鈴木貴昭
- キャラクターデザイン・総作画監督 - 戸田麻衣[12]
- ケッテンクラートデザイン・モデリング - 相馬洋[12]
- プロップデザイン - 岩畑剛一、鈴木典孝[12]
- デザインワークス - コレサワシゲユキ、灯夢
- 美術設定 - ヒラタリョウ、イシモトタカヒロ、イシモリレン、森木靖泰、長岡慎治[12]
- 美術監督 - 三宅昌和[12]
- 色彩設計 - 金光洋靖[12]
- 特効監修 - 谷口久美子[12]
- 撮影監督 - 染谷和正[12]
- 3Dディレクター - 菱川パトリシア[12][15]
- 編集 - 後藤正浩[12]
- 音響監督 - 明田川仁[12]
- 音楽 - 末廣健一郎[12]
- 音楽プロデューサー - 若林豪
- 音楽制作 - KADOKAWA[12]
- プロデューサー - 田中翔、岩坂朋昭、礒谷徳知、尾形光広
- アニメーションプロデューサー - 吉川綱樹
- アニメーション制作 - WHITE FOX[11]
- 製作 - 「少女終末旅行」製作委員会[14]

### 主題歌
オープニングテーマ「動く、動く」（第2話 - 第8話、第10話 - 第11話）
作詞・作曲・編曲 - 毛蟹 / 歌 - チト（水瀬いのり）、ユーリ（久保ユリカ）
エンディングテーマ「More One Night」（第2話 - 第4話、第6話、第7話、第10話 - 第11話）
作詞・編曲 - emon(Tes.) / 作曲 - emon(Tes.)、ヒゲドライバー /  歌 - チト（水瀬いのり）、ユーリ（久保ユリカ）
挿入歌
「雨だれの歌」（第5話、第12話）
作詞・作曲・編曲 - baker / 歌 - チト（水瀬いのり）、ユーリ（久保ユリカ）
「フニクリ・フニクラ」（第12話）
訳詞 - 妹尾幸陽 / 作曲 - Luigi Denza
「Happy Birthday to You」（第12話）
作詞・作曲 - Mildred J.Hill、Patty Smith Hill
クレジットなし
「ノクターン Op.9-2」（第12話）
作曲 - フレデリック・ショパン
オープニングアニメーションは監督の尾崎隆晴の絵コンテ・演出によるものだが、エンディングアニメーションは原作者のつくみずがすべてを単独で担当している。

### 各話リスト
| 話数   | サブタイトル   | 絵コンテ       | 演出           | 作画監督                                          |
| ------ | -------------- | -------------- | -------------- | ------------------------------------------------- |
| 第1話  | 星空戦争       | 尾崎隆晴       | 尾崎隆晴       | 戸田麻衣                                          |
| 第2話  | 風呂日記洗濯   | 尾崎隆晴       | 土屋浩幸       | 小野田貴之                                        |
| 第3話  | 遭遇都市街灯   | 尾崎隆晴       | 武市直子       | 相澤秀亮                                          |
| 第4話  | 写真寺院       | おざわかずひろ | おざわかずひろ | 山本善哉                                          |
| 第5話  | 住居昼寝雨音   | 尾崎隆晴       | 尾崎隆晴       | 中山みゆき                                        |
| 第6話  | 故障技術離陸   | 川村賢一       | 土屋浩幸       | 永吉隆志                                          |
| 第7話  | 迷路調理       | 迫井政行       | 三上喜子       | 中村和久、井川典恵                                |
| 第8話  | 記憶らせん月光 | おざわかずひろ | おざわかずひろ | 渡邉八恵子、木宮亮介                              |
| 第9話  | 技術水槽生命   | 尾崎隆晴       | 土屋浩幸       | 相澤秀亮、平村直紀、小野田貴之                    |
| 第10話 | 電車波長捕獲   | おざわかずひろ | 平向智子       | 永吉隆志、渡邉八恵子                              |
| 第11話 | 文化破壊過去   | おざわかずひろ | 三上喜子       | 山本善哉、木宮亮介、平村直紀 渡邉八恵子、中田正彦 |
| 第12話 | 接続仲間       | 尾崎隆晴       | 尾崎隆晴       | 井川典恵、中山みゆき、中村和久                    |

### 放送局
| 放送期間                  | 放送時間                     | 放送局      | 対象地域 | 備考                                 |
| ------------------------- | ---------------------------- | ----------- | -------- | ------------------------------------ |
| 2017年10月6日 - 12月22日  | 金曜 21:30 - 22:00           | AT-X        | 日本全域 | 製作参加 / CS放送 / リピート放送あり |
|                           | 金曜 22:30 - 23:00           | TOKYO MX    | 東京都   |                                      |
|                           | 金曜 23:00 - 23:30           | BS11        | 日本全域 | BS放送 / 『ANIME+』枠                |
| 2017年10月7日 - 12月23日  | 土曜 0:00 - 0:30（金曜深夜） | サンテレビ  | 兵庫県   |                                      |
|                           | 土曜 1:30 - 2:00（金曜深夜） | KBS京都     | 京都府   |                                      |
| 2017年10月8日 - 12月24日  | 日曜 2:50 - 3:20（土曜深夜） | テレビ愛知  | 愛知県   |                                      |
| 2017年10月10日 - 12月26日 | 火曜 2:30 - 3:00（月曜深夜） | TVQ九州放送 | 福岡県   |                                      |

| 配信期間                  | 配信時間           | 配信サイト |
| ------------------------- | ------------------ | --- |
| 2017年10月6日 - 12月22日  | 金曜 22:00 - 22:30 | AbemaTV 新作TVアニメチャンネル |
| 2017年10月13日 - 12月29日 | 金曜更新           | dアニメストア ニコニコチャンネル GYAO! Rakuten SHOWTIME ひかりTV バンダイチャンネル hulu U-NEXT アニメ放題 J:COMオンデマンド ビデオパス Amazonビデオ FOD DMM.com ビデオマーケット ムービーフルPlus HAPPY!動画 あにてれ |
| 2017年10月18日 - 12月27日 | 水曜更新           | PlayStation Video |

| 配信期間                 | 配信時間               | 配信サイト   | 対象地域 | 備考                                |
| ------------------------ | ---------------------- | ------------ | -------- | ----------------------------------- |
| 2017年10月6日 - 12月22日 | 金曜 22:00（CST） 更新 | ビリビリ動画 | 中国大陸 | 中国語（簡体字）字幕あり / 無料放送 |

### BD / DVD
| 巻 | 発売日        | 収録話         | 規格品番   | 規格品番   |
| 巻 | 発売日        | 収録話         | BD         | DVD        |
| -- | ------------- | -------------- | ---------- | ---------- |
| 1  | 2018年1月24日 | 第1話 - 第4話  | ZMXZ-11781 | ZMBZ-11791 |
| 2  | 2018年2月23日 | 第5話 - 第8話  | ZMXZ-11782 | ZMBZ-11792 |
| 3  | 2018年3月28日 | 第9話 - 第12話 | ZMXZ-11783 | ZMBZ-11793 |

### ミニキャラアニメ
『少女週末授業』は、2017年10月6日よりYouTube『KADOKAWAanimeチャンネル』で2週間限定配信のスピンオフショートアニメで、AT-Xでは本編終了後に放送される。
本編とは異なり、チトとユーリが別の世界の学校で授業を受ける物語となっている。本編に登場する物品や生物（人間を含む）が講師役になるが、講師が無生物などで喋らない場合は主人公2人だけの会話となる。人間の講師は教師のような服装に、主人公2人の服装はセーラー服になる。
監督・演出・脚本は芦名みのる、ぷちキャラクターデザイン・作画監督はたけはらみのる、アニメーション制作はスタジオぷYUKAIが担当。
| 話数       | 本編放送話 | 講師     | 放送・配信日   |
| ---------- | ---------- | -------- | -------------- |
| 1じかんめ  | 第1話      | なし     | 2017年 10月6日 |
| 2じかんめ  | 第2話      | 魚       | 10月13日       |
| 3じかんめ  | 第3話      | カナザワ | 10月20日       |
| 4じかんめ  | 第4話      | 石像     | 10月27日       |
| 5じかんめ  | 第5話      | 石       | 11月3日        |
| 6じかんめ  | 第6話      | イシイ   | 11月10日       |
| 7じかんめ  | 第7話      | イモ     | 11月17日       |
| 8じかんめ  | 第8話      | 謎の機械 | 11月24日       |
| 9じかんめ  | 第9話      | 自律機械 | 12月1日        |
| 10じかんめ | 第10話     | 自律機械 | 12月8日        |
| 11じかんめ | 第11話     | ヌコ     | 12月15日       |
| 12じかんめ | 第12話     | エリンギ | 12月22日       |

### Webラジオ
『少女終末旅行〜GIRLS RADIO TOUR〜』は、2017年9月29日から12月29日まで音泉にて毎週金曜に配信された番組。パーソナリティはチト役の水瀬いのりとユーリ役の久保ユリカ。